# Tadeusz Kosibowicz
Tadeusz Kosibowicz (ur. 30 listopada 1893 w Nowym Sączu, zm. 6 lipca 1971 w Katowicach) – doktor medycyny, lekarz będziński, działacz Towarzystwa Lekarskiego, aktywny uczestnik życia Będzina, więzień obozów koncentracyjnych, uczestnik akcji ratowania żydowskich mieszkańców Będzina.

## Życiorys
Pochodził z niezamożnej rodziny Franciszka (urzędnik poczty miejskiej w Nowym Sączu) i Agnieszki Miczulskiej. Ukończył szkołę muzyczną w Wiedniu. Studia medyczne na Uniwersytecie Jagiellońskim przerwała I wojna światowa. Na froncie pracował jako sanitariusz, za co 28 kwietnia 1916 r. został odznaczony Medalem Czerwonego Krzyża z odznaczeniem wojennym (Pielęgniarz-Ochotnik).
Po wojnie wznowił studia medyczne w Krakowie i w 1918 otrzymał tytuł doktora wszechnauk medycznych. W tym samym roku zawarł związek małżeński z Marią Urbańską (legionistka). W styczniu 1919 r. wraz z rodziną przeniósł się do Będzina i zamieszkał w hotelu Bristol przy ul. Małachowskiego. W 1922 r. na czerwonkę umarł jego 2-letni syn Otto, rok później urodziła się córka Zofia (późniejsza Rydlowa). W 1921 został dyrektorem Szpitala Powiatowego w Będzinie, który dzięki jego staraniom rozbudowano i unowocześniono laboratorium. Był też ordynatorem oddziału wewnętrznego i ginekologiczno-położniczego. Przez 2 lata zastępował ordynatora oddziału chirurgicznego. Podczas II powstania śląskiego umieszczał rannych w podległych sobie szpitalach. Jako członek Towarzystwa Lekarskiego przyczynił się do uruchomienia ośrodka zdrowia przy ul. Krakowskiej.
Podczas II wojny światowej w konspiracji przed hitlerowcami leczył Żydów i ich ukrywał. Gdy pod koniec kwietnia 1940 r. do szpitala trafiła pewna młoda Niemka, został zdekonspirowany. Za udzielenie pomocy wrogom III Rzeszy został skazany na śmierć. Sąd jednak zmienił wyrok na obóz koncentracyjny. Po 3 miesiącach pobytu w Dachau został przewieziony do Sachsenhausen, a w latach 1942-1944 przebywał w obozie w Majdanku. W obozach potajemnie udzielał porad lekarskich. W wyniku niedożywienia, zimna i ciężkiej pracy w obozie zapadł na tyfus. Chory przebywał na oddziale zakaźnym, gdzie jednocześnie był lekarzem. Po wyzwoleniu w 1945 r. powrócił na stanowisko dyrektora będzińskiego szpitala, ale w 1951 został zdymisjonowany, ponieważ nie należał do PZPR i nie chciał zlikwidować kaplicy szpitalnej. Środowiska kombatanckie odznaczyły go medalami: „Zwycięstwo i Wolność”, „Bojownikom Śląska”, Śląskim Krzyżem Powstańczym oraz dwukrotnie Odznaką Grunwaldzką. Zmarł na zator serca 6 lipca 1971 w katowickim szpitalu klinicznym. Pochowany został w rodzinnym grobowcu w Jaworzu koło Bielska-Białej.
W 2006 otrzymał pośmiertnie Medal Sprawiedliwy wśród Narodów Świata przyznawany osobom, które z narażeniem własnego życia ratowały Żydów.
7 kwietnia 2008 na budynku Powiatowego Zespołu Zakładów Opieki Zdrowotnej (dawnego szpitala) w Będzinie przy ul. Małachowskiego 12 wmurowano pamiątkową tablica poświęconą pamięci dr. Tadeusza Kosibowicza (na wniosek Rady Powiatu) o treści: „Pamięci dr Tadeusza Kosibowicza, wieloletniego dyrektora szpitala w Będzinie, więźnia hitlerowskich obozów koncentracyjnych, odznaczonego medalem „Sprawiedliwy wśród Narodów Świata”. Mieszkańcy Powiatu Będzińskiego”.